# 王培生 (政治人物)
王培生（1950年11月—），男，汉族，上海人，中华人民共和国政治人物，武警少将，曾任上海市人大常委会副主任。